# Jim Broadbent
Jim Broadbent (* 24. května 1949, Lincoln, Anglie, Spojené království) je britský herec. Jde o dvojnásobného držitele britské filmové ceny BAFTA a držitele Zlatého glóbu i Oscara za vedlejší roli ve snímku Iris z roku 2001.
Pochází z umělecky založené rodiny, matka byla sochařka, otec nábytkový návrhář. Po studiích herectví na Londýnské akademii dramatických umění se stal divadelním hercem. Ve filmu se objevuje od počátku 70. let, nicméně zpočátku hrál pouze malé a epizodní roličky a natáčel především v televizi, postupně se ale vypracoval k větším úlohám a nakonec i k hlavním rolím, které vytvořil například ve snímku Život je sladký z roku 1990. Jeho první velký hollywoodský úspěch se dostavil v roce 2001 ve snímku Moulin Rouge!, v témže roce pak snímek Iris, za nějž obdržel Zlatý glóbus i Oscara.

## Filmografie - výběr
- 1979 Štvanci
- 1985 Brazil
- 1989 Erik Viking
- 1990 Život je sladký
- 1994 Výstřely na Broadwayi
- 1998 Tichý hlas
- 1999 Páté přes deváté
- 2001 Iris
- 2001 Deník Bridget Jonesové
- 2001 Moulin Rouge!
- 2002 Nicholas Nickleby
- 2005 Letopisy Narnie: Lev, čarodějnice a skříň
- 2004 Bridget Jonesová: S rozumem v koncích
- 2004 Cesta kolem světa za 80 dní
- 2007 Jednotka příliš rychlého nasazení
- 2008 Indiana Jones a Království křišťálové lebky
- 2009 Harry Potter a Princ dvojí krve
- 2009 Královna Viktorie
- 2009 Prokletý klub
- 2010 Harry Potter a Relikvie smrti – část 1
- 2011 Harry Potter a Relikvie smrti – část 2
- 2011 Železná lady
- 2012 Atlas mraků